# 瓜拉立卑
瓜拉立卑是马来西亚彭亨州立卑县的一个小镇，位于马来半岛中部。2000年，该镇人口为13,605。

## 历史
在英国政府还未殖民统治马来半岛时期，瓜拉立卑曾是一座金矿中心。瓜拉立卑自1898年起至1955年为彭亨州首府。市议会办事处、克利福德中学及彭亨俱乐部都与当时建成。而坐落于山顶的红屋，前身是英国殖民地总督官邸，已被改为旅馆和博物馆。1924年，铁道通车，瓜拉立卑更為繁华。
彭亨于1955年8月迁都岸沿海的关丹。